# Norialsus capicola
Norialsus capicola är en insektsart som beskrevs av Van Stalle 1986. Norialsus capicola ingår i släktet Norialsus och familjen kilstritar. Inga underarter finns listade i Catalogue of Life.